# Прийнятий ферзевий гамбіт
Прийнятий ферзевий гамбіт — шаховий дебют, що починається ходами: 
1. d2-d4 d7-d5 
 2. c2-c4 d5:c4. 
Належить до закритих дебютів.  
Одна з найпопулярніших і найактуальніших систем ферзевого гамбіту. Згаданий в Ґеттінґенському рукописі й у книзі Педро Даміано, в аналізах Руя Лопеса, Алессандро Сальвіо та Філіппа Стамми. Зустрічався в матчах Лабурдонне  — Мак-Доннелл (1834), Стейніц  — Цукерторт (1872), де Стейніц застосував цей дебют за чорних. Прийнятий ферзевий гамбіт збагатили цінними ідеями: Олександр Алехін, Михайло Ботвинник, Василь Смислов, Тигран Петросян та інші. 
У дебюті білі прагнуть створити міцний пішаковий центр з розвитком ініціативи на королівському фланзі. Чорні мають чинити фігурний тиск на центр білих, створюючи в низці варіантів гострі тактичні ускладнення. 
На сучасних змаганнях трапляються гросмейстерські поєдинки, де суперники ведуть теоретичний диспут навколо пішака с4. При цьому чорним важко вести захист за постійної пішакової напруги в центрі. 

## Варіанти
Головна система:3. Kf3 Kf6
- 4. e3
- 4. Фa4+
- 4. Kc3

Система з раннім ходом е2-е4: 3. е4
Варіант з пасткою

3. е3 b5?

4. a4 c6?

5. a: b5! c: b5?? 

6. Фf3

дозволяє білим уже на початку гри отримати матеріальну перевагу, достатню для перемоги. 